# Clase Mistral
La clase Mistral es una clase de cinco buques de asalto anfibio, también conocidos como portahelicópteros, en servicio en las marinas francesa y egipcia. Referidos como "buques de proyección y mando" (bâtiments de projection et de commandement o BPC), un barco de clase Mistral es capaz de transportar y desplegar 16 NH90 o helicópteros Tigre, cuatro barcazas de desembarco, hasta 70 vehículos incluyendo 13 carros Leclerc, o un batallón de 40 carros Leclerc y 450 soldados. Los barcos están equipados con un hospital con 69 camas y son capaces de servir como parte de una fuerza de respuesta de la OTAN, o con las fuerzas de mantenimiento de paz de las Naciones Unidas o la Unión Europea.
Tres barcos de la clase están en servicio en la Marina francesa: Mistral y Tonnerre y el Dixmude. Existió la posibilidad de construcción de un cuarto buque. El Presidente francés Nicolas Sarkozy anunció un contrato de 2 barcos (+ 2 opcionales) para la Marina rusa el 24 de diciembre de 2010 y firmado por el Vice primer ministro ruso Igor Sechin y el ministro de defensa francés Alain Juppé en presencia de Sarkozy el 25 de enero de 2011, contrato rescindido posteriormente por la asamblea francesa como parte de los embargos a Rusia por su supuesto apoyo a las guerrillas prorrusas en la guerra en el este ucraniano. En septiembre se anunció la venta de los dos buques, que ya estaban construidos a Egipto

## Historia

### Doctrina francesa de operaciones anfibias en 1997
En 1997, la DCN inició un estudio para un barco de intervención multipropósito (bâtiment d'intervention polivalente o BIP). Al mismo tiempo, la doctrina francesa de operaciones anfibias fue evolucionando siendo definida como CNOA (Concept national des opérations amphibies, "Diseño nacional para operaciones anfibias"). El BIP pretendía renovar y aumentar las capacidades anfibias de la Marina francesa, que en ese momento consistía en dos clase Foudre y dos LPD de la clase Ouragan.
El CNOA afirmaba la capacidad de la Marina francesa para realizar incursiones, repliegues, despliegues y asaltos anfibios. Esto permitiría a la Marina francesa integrar aún más los marcos doctrinales descritos por Allied Tactical Publication n° 8B (ATP8) de la OTAN y la iniciativa Anfibia Europea. Mientras que el CNOA tenía como prioridad la capacidad aérea, también recomendaba un aumento en el número de vehículos y personal que pudiera ser transportado y desplegado; el CNOA fija el objetivo de proyectar una fuerza integrada por cuatro compañías de combate (1.400 hombres, 280 vehículos y 30 helicópteros) durante diez días, en un sector de 100 kilómetros de profundidad; esta fuerza debe poder intervenir ya sea en cualquier lugar dentro de un radio de 5.000 kilómetros de la metrópoli francesa, o en apoyo de los territorios franceses de ultramar o aliados. Así como operaciones conjuntas con fuerzas de la OTAN y la UE, cualquier propuesta de buque tenía que ser capaz de interoperar con la infantería de Marina del Ejército Francés.

### Evolución del concepto
Se inició el estudio para un Buque de Intervención Polivalente (Bâtiment d'intervention polyvalent, BIP), durante un tiempo donde las industrias de defensa se preparaban para someterse a reestructuración e integración. El BIP pretendía ser un diseño modular y escalable que podría ponerse a disposición de las distintas naciones de la Unión Europea y construirlo cooperativamente, pero los problemas políticos relacionados con el empleo y la repartición de contratos causó el fracaso en la integración de Naciones Europeas con experiencia en ingeniería naval y se vio que el proyecto BIP volvería a ser una preocupación exclusivamente francesa.
En 1997 se dieron a conocer los diseños de una serie de buques con características comunes basados en el fallido portahelicópteros nuclear PH 75 denominados Nouveau transport de chalands de débarquement (NTCD). El mayor de ellos fue el BIP-19, que más tarde se convirtió en la base de la clase Mistral. El diseño del BIP-19 incluía una cubierta corrida de 190 metros de largo (620 pies), con una manga de 26,5 metros (87 pies), un calado de 6,5 metros (21 pies) y un desplazamiento de 19.000 toneladas; dimensiones que superaban los requisitos del concepto NTCD. Se dieron a conocer tres diseños de buques más pequeños, basados en una versión reducida del diseño BIP-19 y con una manga común de 23 metros (75 pies): BIP-13 (13.000 toneladas, 151metros (495 pies)), BIP-10 (10.000 toneladas, 125 metros (410 pies)) y BIP-8 (102 metros (335 pies), 8000 toneladas). El BIP-8 incorpora características de los transportes anfibios de la clase italiana San Giorgio, pero incluyendo un hangar para helicópteros.

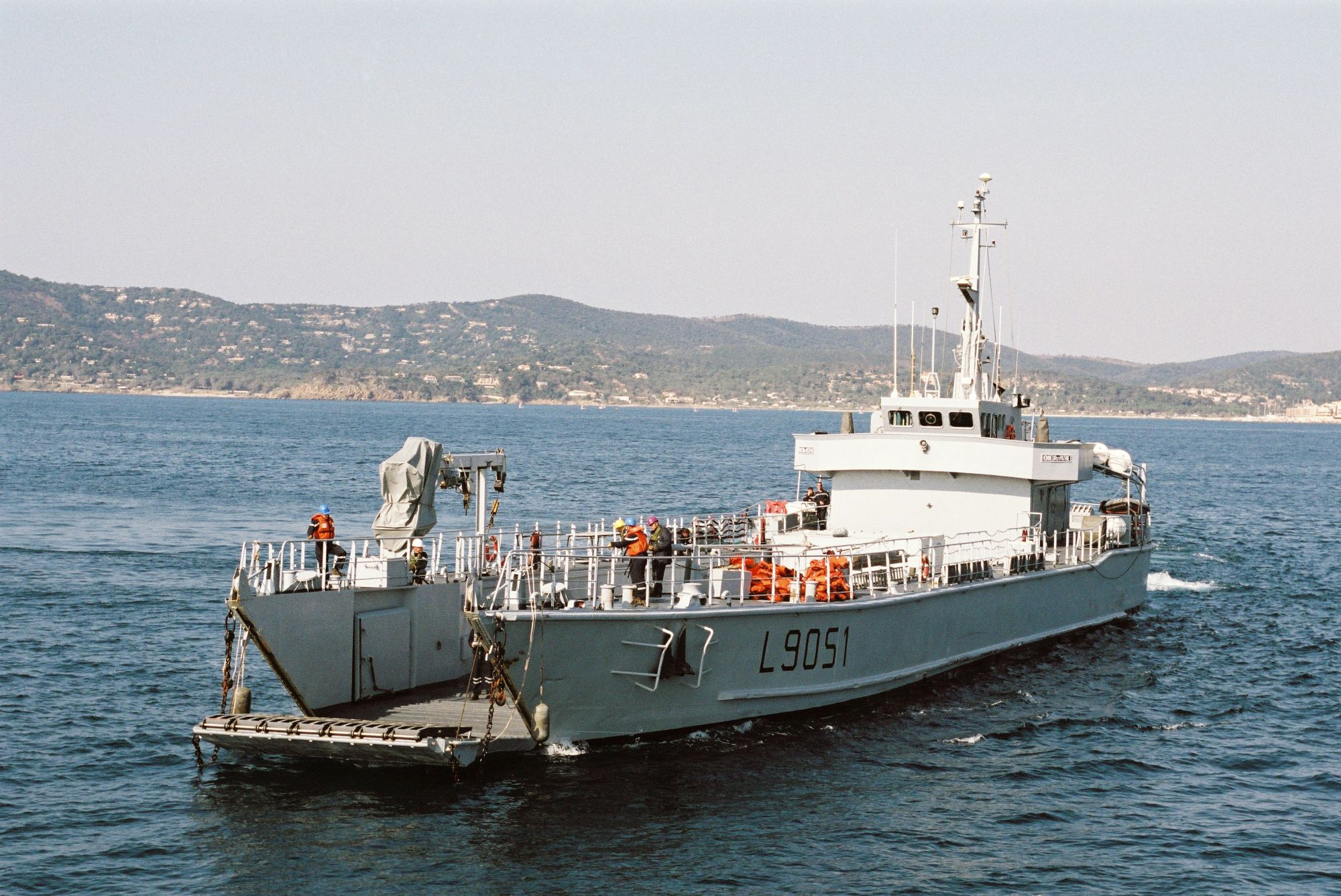
Lancha de desembarco Sabre

En la etapa de diseño, el concepto NTCD mostraba un ascensor de aviones sobre babor (como la clase Tarawa), otro en el lado de estribor, uno en el centro de la cubierta de vuelo frente a la superestructura de la isla. Estos fueron reducidos en número y reubicados: un ascensor principal hacia la popa del buque originalmente situado a estribor pero luego trasladado al centro y un ascensor auxiliar detrás de la superestructura de la isla. Los dibujos del concepto y las descripciones creadas por la Direction des Constructions Navales (DCN), uno de los dos constructores involucrados en el proyecto, mostraban varias características de portaaviones, incluyendo una rampa sky-jump para aviones STOBAR (que permite la operación de aviones AV-8B Harrier II y F-35 Lightning II-B), cuatro o cinco puntos de aterrizaje de helicópteros (incluyendo uno reforzado para acomodar helicópteros V-22 Osprey o CH-53E Super Stallion) y un muelle capaz de acoger lanchas de desembarco tipo Sabre o 2 aerodeslizadores LCAC. La revisión posterior del Senado francés llegó a la conclusión de que los aviones STOBAR estaban fuera del alcance del CNOA, lo que requería la modificación del diseño.
El NTCD fue renombrado Porte-hélicoptères d'intervention (PHI, "portahelicópteros de intervención") en diciembre de 2001, antes de ser finalmente nombrado Bâtiment de proyección et de commandement (BPC) para resaltar los aspectos anfibios y de mando del concepto.

### Diseño y construcción
En Euronaval 1998, los franceses confirmaron que planeaban construir una serie de buques, basados en el concepto BIP-19. Sin embargo, la construcción de dos buques, el Mistral (L9013) y el Tonnerre (L9014), no se aprobó hasta el 8 de diciembre de 2000. El contrato para la construcción fue publicado el 22 de diciembre y después de recibir la aprobación de la autoridad pública de adquisiciones (Union des groupements d’achats publics, UGAP) el 13 de julio de 2001 se otorgó a Direction des Constructions Navales (DCN) y Chantiers de l'Atlantique a finales de julio. El equipo de ingeniería de diseño se estableció en Saint-Nazaire en septiembre de 2001, y previa consultas celebradas entre la DCA y la Délégation Générale pour l'Armement (Delegación General para el Armamento, DGA) comenzaron a estudiar y adaptar el diseño BIP-19. En paralelo, el concepto general fue refinado por la DGA, DCN, el Jefe del Estado Mayor de Defensa y Chantiers de l'Atlantique. Durante el proceso de diseño y validación, se construyó y probó un modelo a escala 1/120 en un túnel de viento, revelando que en los vientos cruzados fuertes, la altura de la nave y las superestructuras alargadas creaban turbulencia a lo largo de la cubierta de vuelo. El diseño fue alterado para minimizar estos efectos y proporcionar mejores condiciones para las operaciones con helicópteros.

Comparación entre el BPC y la clase Foudre predecesora.
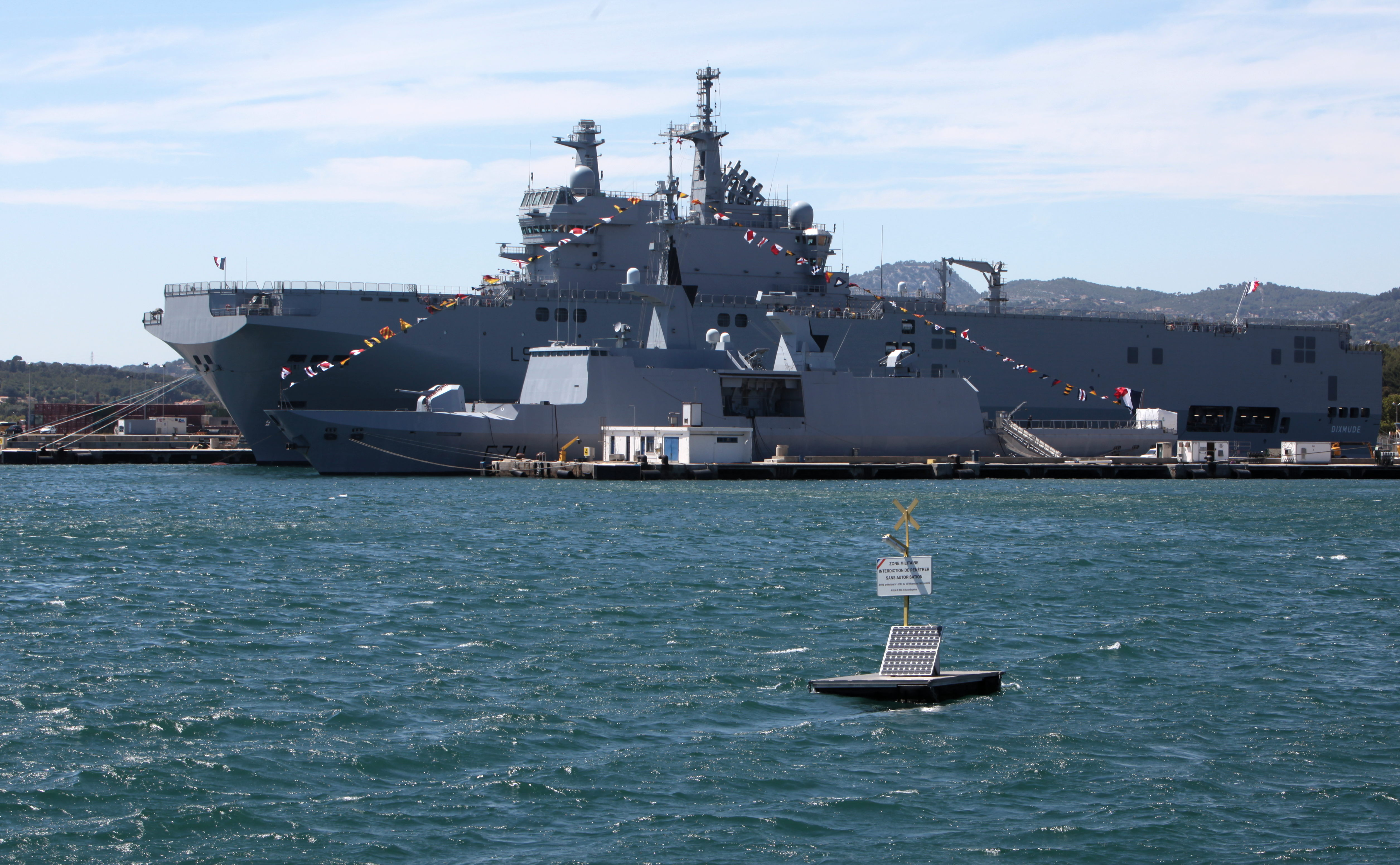
El Dixmude (L9015) empequeñeciendo la fragata furtiva Surcouf (F711) amarrada en Tolón.

Los barcos se iban a construir en varias localidades en dos componentes principales y varios menores, que se unirían para su finalización. DCN, que fue designado encargado principal y responsable del 60% del valor de la construcción y el 55% del tiempo de trabajo, había reunido los motores en Lorient, los sistemas de combate en Toulon y la mitad trasera de la nave, incluyendo la superestructura de la isla en Brest. STX Europa, filial de STX Shipbuilding de Corea del Sur, construyó la mitad delantera de cada barco en Saint-Nazaire y fue responsable de su transporte a los astilleros DCN en Brest para el ensamblaje final. Otras empresas han participado en la construcción: algunos de los trabajos de construcción se contrataron a Stocznia Remontowa de Gdansk, mientras que Thales proporciona los radares y sistemas de comunicaciones. Se predijo que cada barco se completaría en 34nbsp;meses, con un coste de diseño y construcción para ambos buques de 685nbsp;millones de Euros (aproximadamente el mismo costo de una sola nave basada en el HMS Ocean o USS San Antonio y aproximadamente el mismo costo que la anterior clase de buques anfibios Foudre, los cuales desplazaban la mitad del tonelaje de los buques de la clase Mistral y cuya construcción duró 46,5 meses).
Desde el Dixmude, el resto de la clase Mistral francesa y los dos primeros rusos se construirán en Saint-Nazire por STX Francia, que es propiedad conjunta de STX Europa, Alstom y el Gobierno francés, con STX Europa poseyendo la mayoría de las acciones. DCNS proporcionará el sistema de combate del buque.

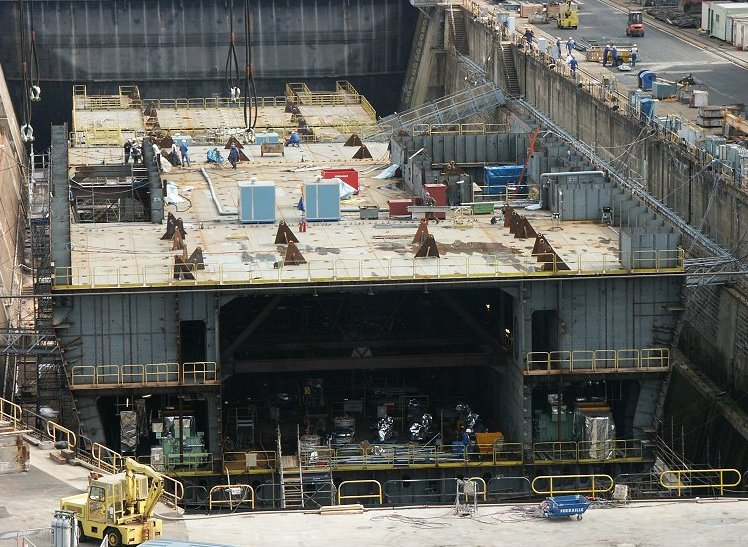
Montaje de la parte trasera del Mistral en Brest durante septiembre de 2003
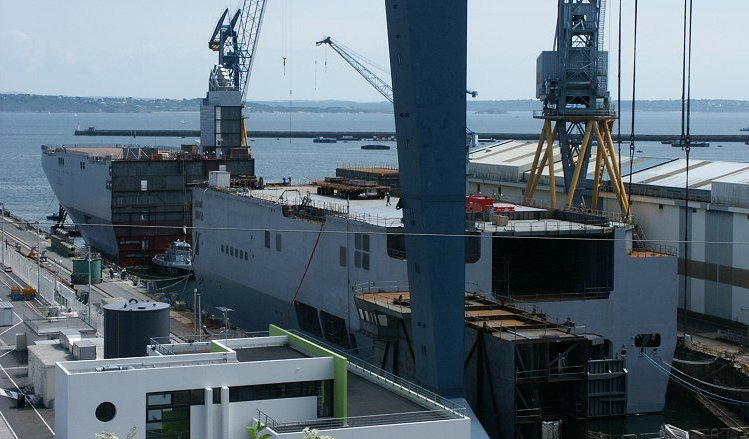
Llegada de la parte delantera del Mistral a Brest el 19 de julio de 2004

DCN puso la quilla de popa de ambos buques en 2002; la del Mistral el 9 de julio y la del Tonnerre el 13 de diciembre. Chantiers de l'Atlantique puso la quilla de la parte delantera del Mistral el 28 de enero de 2003 y la del Tonnerre más tarde. El primer bloque de la parte trasera del Tonnerre fue puesto en dique seco el 26 de agosto de 2003 y el del Mistral el 23 de octubre de 2003. Las dos secciones de popa fueron montadas en paralelo en el mismo dique seco. La sección delantera del Mistral fue remolcada abandonando Saint-Nazaire el 16 de julio de 2004 y llegando a Brest el 19 de julio de 2004. El 30 de julio, la combinación de las dos mitades mediante un proceso similar al Jumboisation (proceso de alargamiento del buque mediante la adición de secciones enteras, muy utilizado en la construcción de cruceros y tanqueros) comenzó en el muelle N.º 9. La sección delantera del Tonnerre llegó a Brest el 2 de mayo de 2005 y fue sometida al mismo procedimiento.

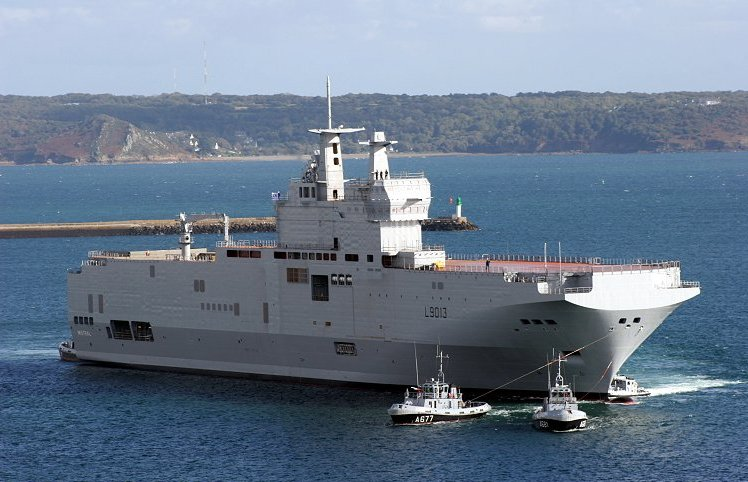
El Mistral al poco de botarse

El Mistral fue botado según lo programado el 6 de octubre de 2004, mientras el Tonnerre fue botado el 26 de julio de 2005. La entrega de las naves estaba prevista para finales de 2005 y principios de 2006, respectivamente, pero se postergó por más de un año debido a problemas con el sistema de sensores SENIT 9 y al deterioro de los pisos de linóleo de las secciones delanteras. Se entregaron a la Marina francesa el 15 de diciembre de 2006 y 1 de agosto de 2007, respectivamente.

## Características y funciones

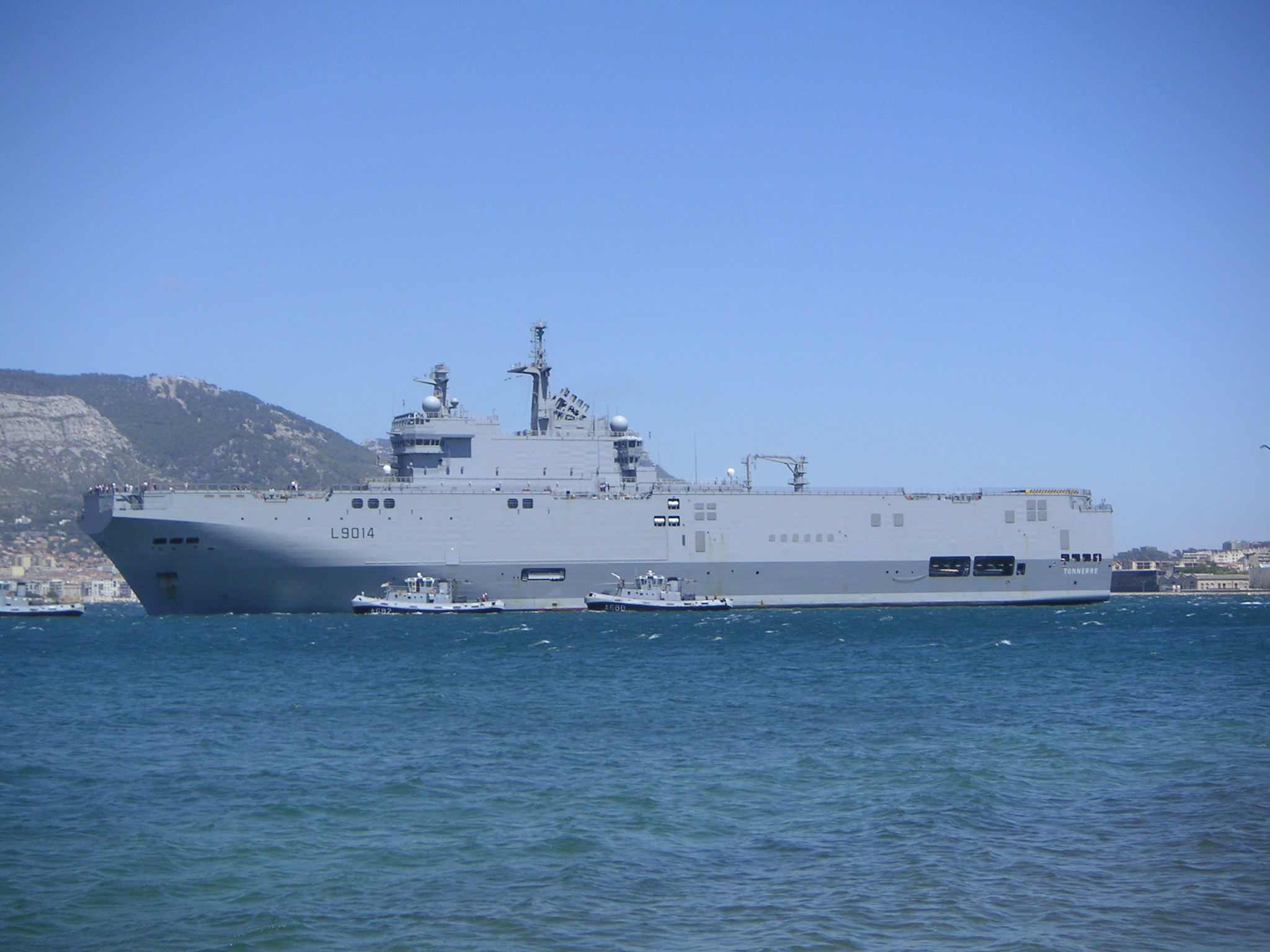
Tonnerre

Basándonos en el tonelaje de desplazamiento, el Mistral y el Tonnerre son los buques más grandes de la Marina francesa después del portaaviones de propulsión nuclear Charles de Gaulle, que tiene, aproximadamente, la misma altura por encima del agua.

### Aviación
La cubierta de vuelo de cada nave es de aproximadamente 6400 m² (69 000 pies cuadrados). La cubierta tiene seis puntos de aterrizaje para helicópteros, uno de los cuales es capaz de soportar un helicóptero de 33 toneladas. El hangar de 1800 m² (19 000 pies cuadrados) puede albergar 16 helicópteros e incluye un área de mantenimiento con una grúa aérea. Para facilitar el lanzamiento y recuperación, se utiliza un radar DRBN-38A Decca Bridgemaster E250 y un Sistema Óptico de Aterrizaje.

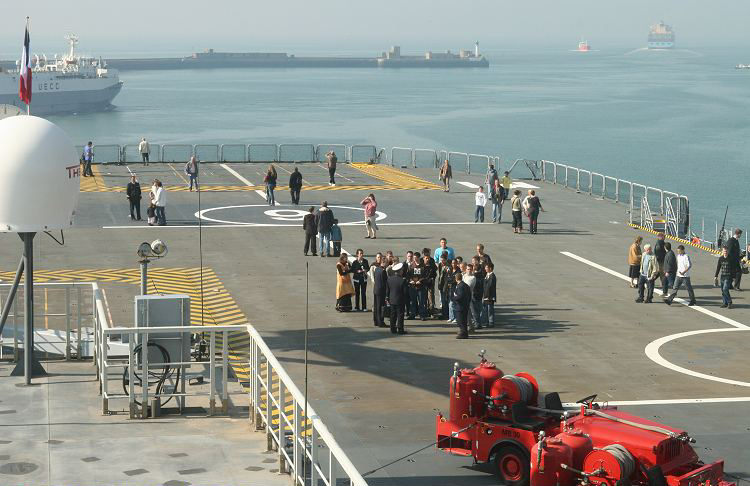
La cubierta de vuelo del Mistral vista desde la superestructura de la isla. Pueden verse los dos ascensores: el principal en la parte central de la popa, y el auxiliar en el extremo izquierdo de la foto.

La cubierta de vuelo y hangar de cada buque están conectados por los ascensores de aeronaves, ambos capaces de elevar 13 toneladas. El ascensor principal de 225 m² (2.420 pies cuadrados) se encuentra cerca de la popa de la nave, en la línea central y es lo suficientemente grande como para que los helicópteros puedan moverse con sus rotores en configuración de vuelo. El ascensor auxiliar de 120 metros cuadrados (1.300 pies cuadrados) está situado en la popa de la superestructura de la isla.
Cada helicóptero operado por el ejército francés es capaz de volar con estos buques. El 8 de febrero de 2005, un Westland Lynx de la Marina y un Cougar aterrizaron en la popa del Mistral, el primer aterrizaje de un NH90 tuvo lugar el 9 de marzo de 2006. La mitad del grupo aéreo de los BPC está constituido por NH90, la otra mitad se compone de helicópteros de ataque Tigre. El 19 de abril de 2007, helicópteros Puma, Écureuil y Panther aterrizaron en el Tonnerre. El 10 de mayo de 2007 en Norfolk, un CH-53 Sea Stallion de la US Navy aterrizó en su spot reforzado.
De acuerdo con el primer oficial al mando del Mistral, Capitán de Navío Gilles Humeau, el tamaño de la cubierta de vuelo y hangar permitiría el funcionamiento de hasta treinta helicópteros.

### Transporte anfibio

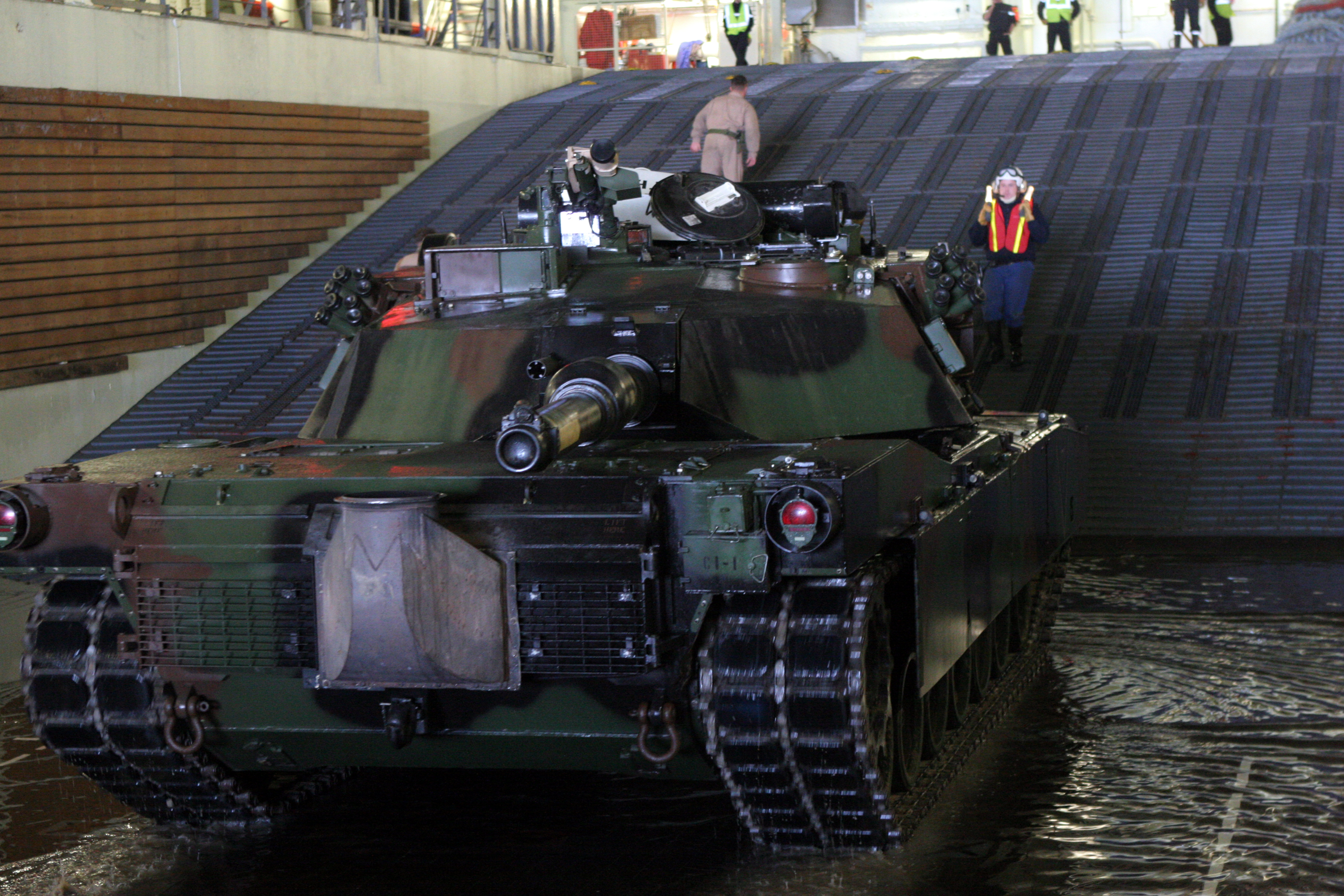
Un carro M1A1 Abrams del ejército de EE. UU. embarcando en el Tonnerre frente a las costas de Carolina del Norte para un ejercicio conjunto de Unidades en Formación (7 de febrero de 2009).

Los buques de la clase Mistral pueden acomodar hasta 450 soldados, aunque puede duplicarse para despliegues a corto plazo. El hangar de vehículos de 2.650 m² (28.500 pies cuadrados) puede llevar un batallón de 40 carros Leclerc, o una compañía de 13 carros Leclerc y otros 46 vehículos. En comparación, los buques de clase Foudre pueden transportar hasta 100 vehículos, incluyendo 22 carros AMX-30 en la cubierta considerablemente menor de 1000 m² (11 000 pies cuadrados).
La cubierta del muelle de 885 m² (9530 pies cuadrados) puede alojar cuatro lanchas de desembarco. Las naves son capaces de operar dos aerodeslizadores LCAC, y a pesar de que la Marina francesa parece no tener ninguna intención de comprar LCACs, esta posibilidad mejora la capacidad de la clase para interoperar con el cuerpo de Marines de los Estados Unidos y la Royal Navy. En su lugar la DGA ordenó ocho Catamaranes EDA-R de 59 toneladas de diseño francés.

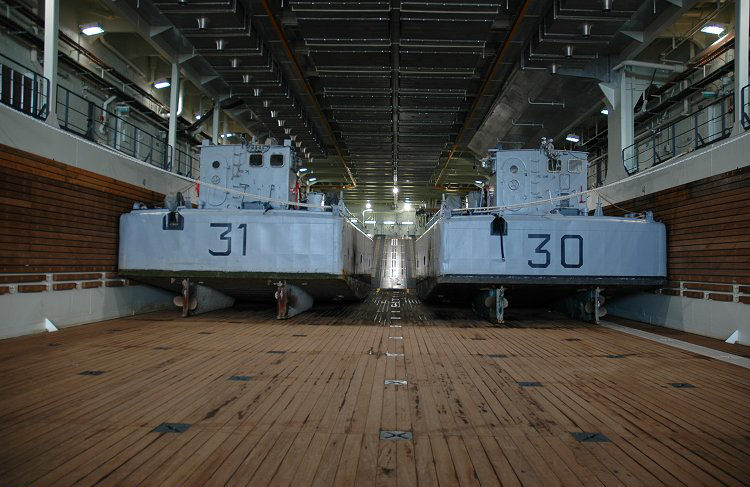
Dos lanchas de desembarco en el muelle del Mistral
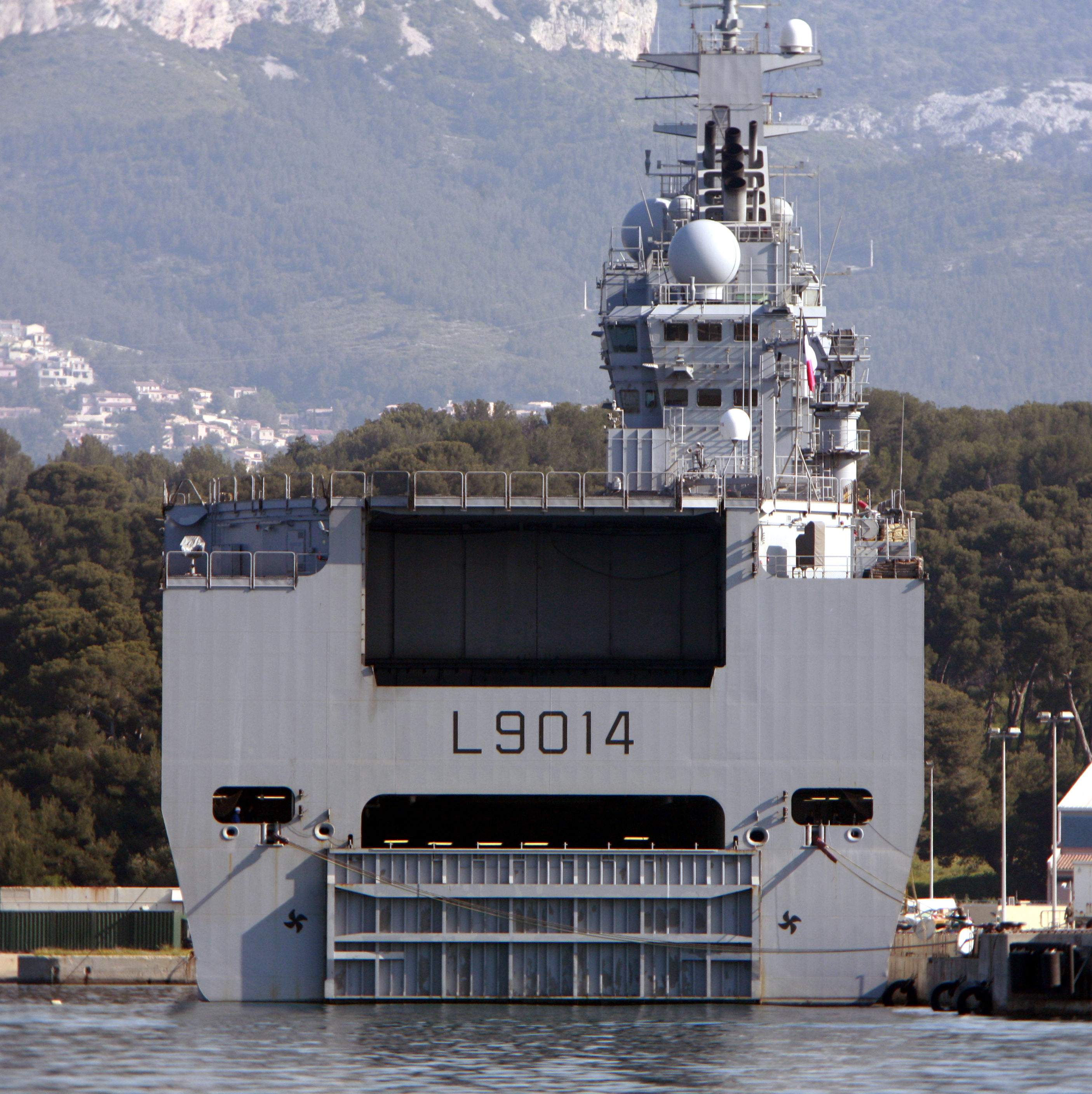
Parte trasera del Tonnerre, vista de la puerta del muelle y el ascensor
Catamarán EDA-R

### Mando y comunicaciones

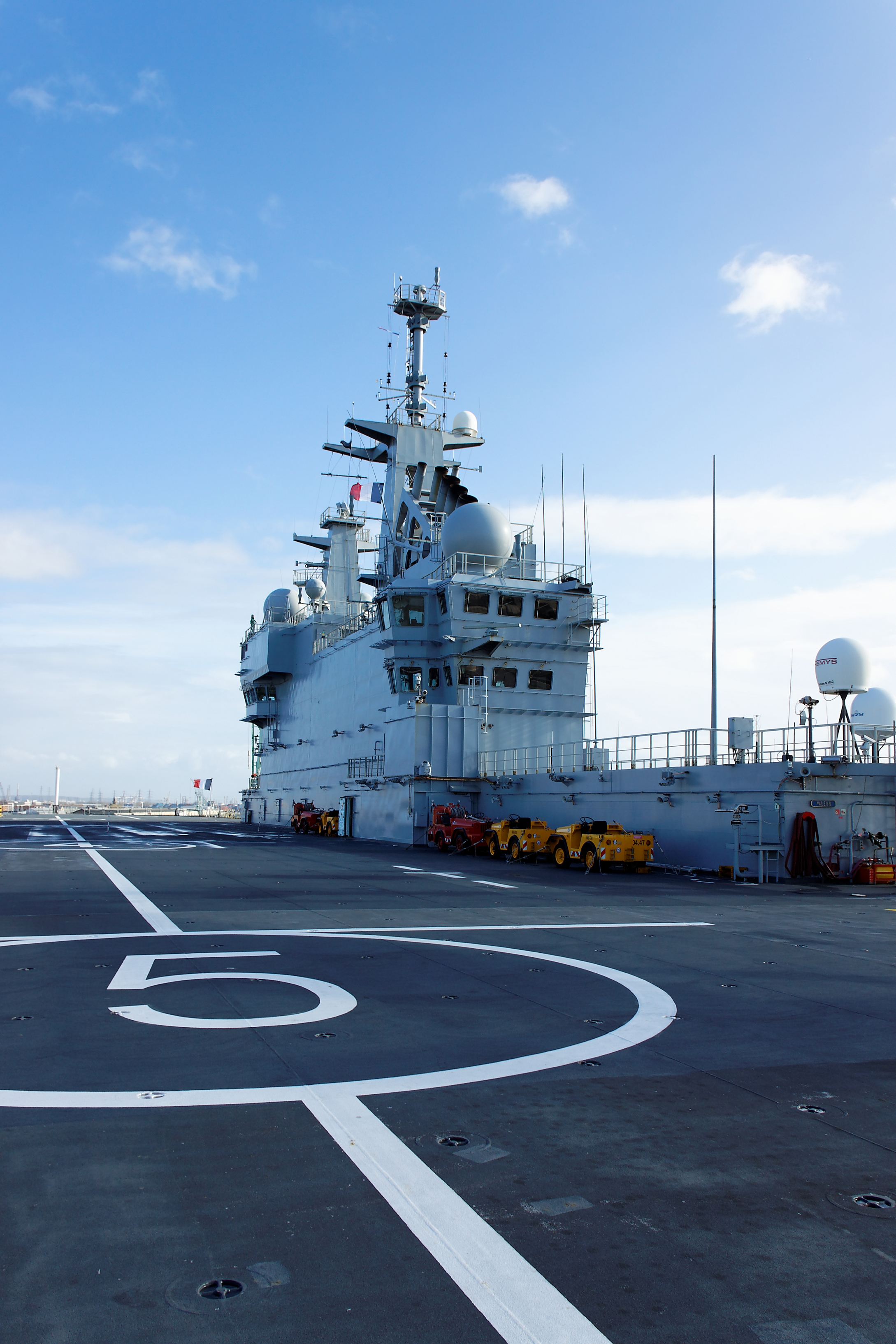
Superestructura de la isla, vista desde la cubierta de vuelo

Los buques de la clase Mistral pueden utilizarse como naves de mando y control, con un centro de mando de 850 m² cuadrados (9.100 pies cuadrados) que puede albergar hasta 150 efectivos. La información de los sensores del barco está centralizado en el sistema SENIT (Système d’Exploitation Navale des Informations Tactiques, "Sistema para uso Naval de Información Táctica"), un derivado de la US Navy, Sistema Naval de Datos Tácticos (Naval Tactical Data System  (NTDS)). Los retrasos en el desarrollo de la revisión 9 del SENIT contribuyeron a la demora de un año en la entrega de las dos naves. SENIT 9 está basado en torno al Radar Multifunción tridimensional de Thales MRR3D-NG, el cual opera en banda C e incorpora capacidades IFF. SENIT 9 también puede conectarse a la OTAN a través de los formatos de intercambio de datos Link 11, Link 16 y Link 22.
Para las comunicaciones, los barcos de la clase Mistral utilizan el sistema de satélite SYRACUSE, basado en los satélites franceses SYRACUSE 3-A y SYRACUSE 3-B, que proporcionan el 45% de las comunicaciones seguras de Super Alta Frecuencia de la OTAN. Del 18 al 24 de junio de 2007, se realizaron conferencias de video seguras dos veces al día entre el Tonnerre y los visitantes vip del Paris Air Show, mientras navegaba desde Brasil a Sudáfrica.

### Armamento

Emplazamiento a proa del Breda-Mauserde 30 mm, actualmente no instalado. Otra torreta está planeada para la popa.

En 2008, los dos buques de la clase Mistral estaban armados con dos lanzadores Simbad para misiles Mistral y cuatro ametralladoras Browning M2-HB de 12,7 mm. También se incluyen dos cañones Mauser Breda 30 mm/70 en el diseño, sin embargo, a fecha de 2009 no se habían instalado.
Incidentes como la cercana pérdida de la corbeta israelí INS Hanit por un misil antibuque de Hezbolá disparado durante la guerra del Líbano de 2006 demostraron la vulnerabilidad de los buques de guerra modernos ante amenazas asimétricas, con los buques de la clase Mistral considerados insuficientemente equipados para la autodefensa en esa situación. En consecuencia, no pueden desplegarse el Mistral y el Tonnerre en aguas hostiles sin suficientes buques de escolta. Este problema se ve agravado por el pequeño número de buques de escolta de la Marina francesa: existe una brecha de cinco años entre el desmantelamiento de las fragatas de la clase Suffren y la puesta en marcha de sus reemplazos, la clase Horizon y las fragatas FREMM.
Tras las experiencias de los comandantes navales franceses durante la Opération Baliste, el despliegue francés para ayudar a los ciudadanos europeos en el Líbano durante la guerra de 2006, se hicieron propuestas para mejorar las capacidades de autodefensa de los dos buques de la clase Mistral apoyadas por uno de los jefes de Estado Mayor francés, estudiándose activamente en 2008. Una sugerencia es actualizar los lanzadores dobles manuales Simbad, por lanzadores cuádruples automáticos Tetral.

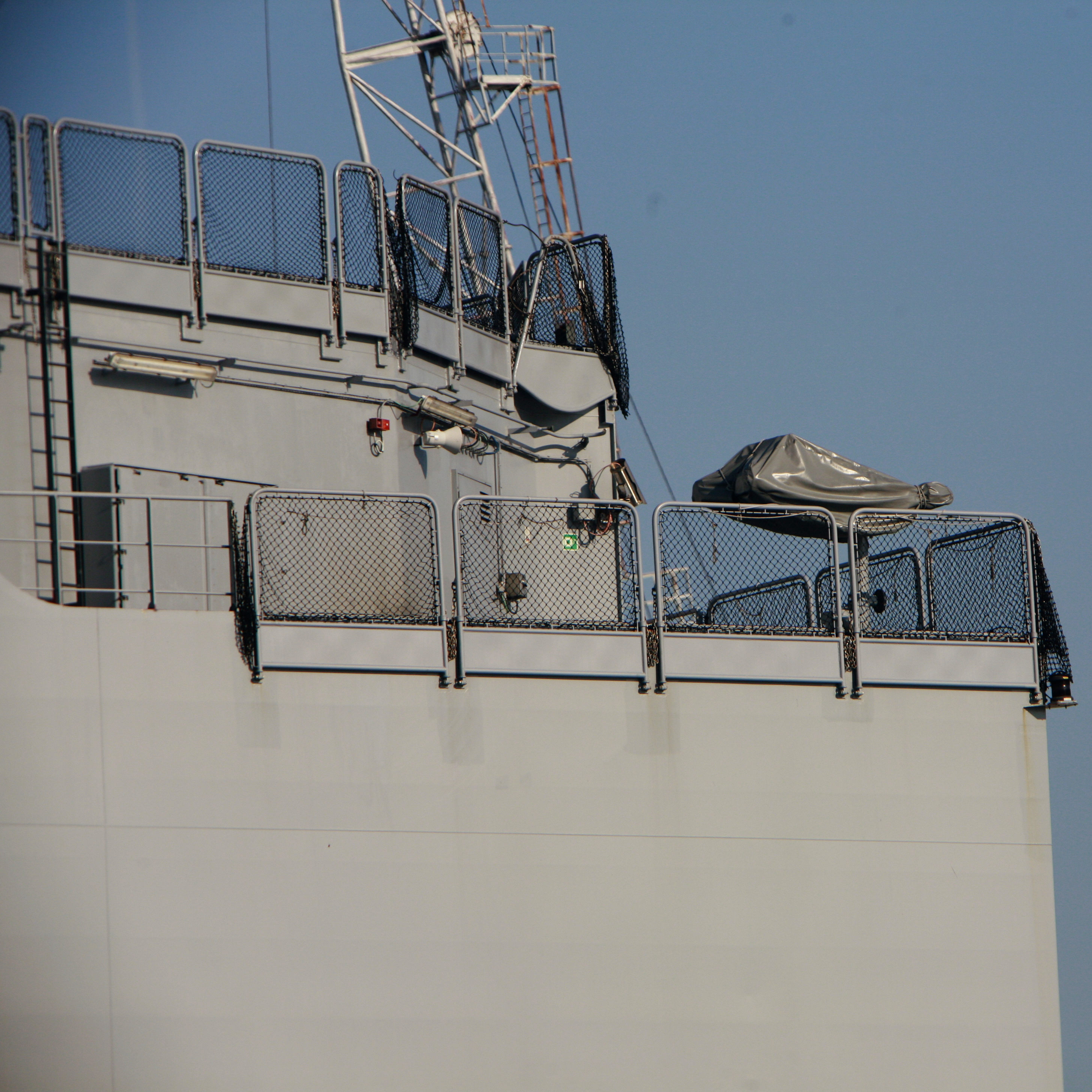
Uno de los dos lanzadores SIMBAD del Mistal
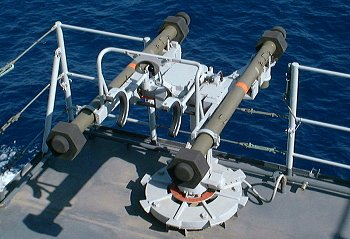
Un lanzador SIMBAD al descubierto
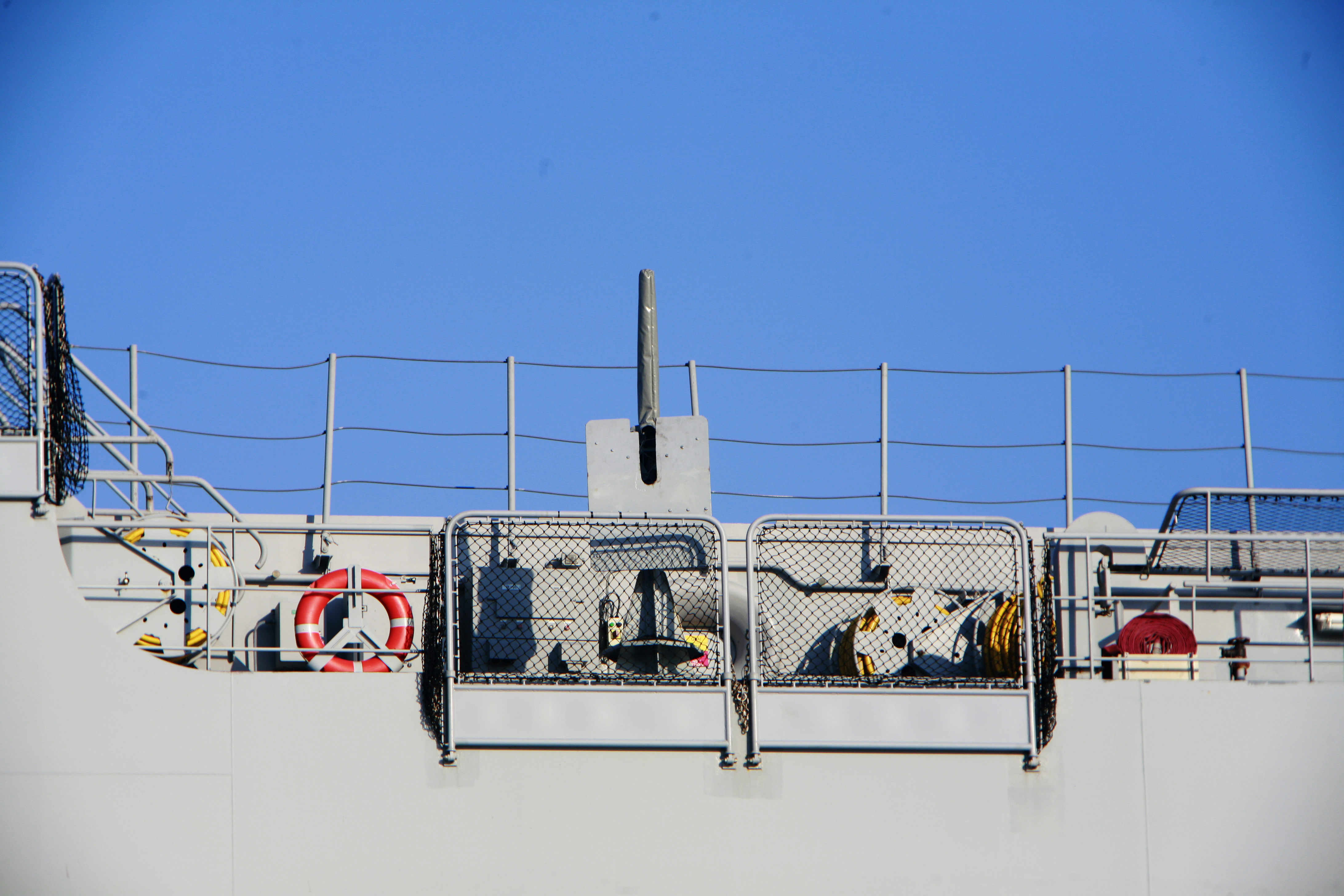
Ametralladora del Mistral

### Hospital
Cada barco posee instalaciones médicas de nivel 3 de la OTAN, es decir, equivalente a un hospital de campaña de una división del ejército o cuerpo de ejército, o en el hospital de una ciudad de 25.000 habitantes, complementado con odontología, diagnóstico, especialistas médicos y quirúrgicos, higiene alimentaria y capacidades psicológicas. Un sistema de telemedicina basado en SYRACUSE permite realizar la compleja cirugía especializada.
El hospital de 900 m² ofrece 20 habitaciones y 69 camas de hospitalización, de los cuales 7 son aptos para la unidad de cuidados intensivos. Las dos salas de cirugía vienen con una sala de radiología, ecografía y radiografía digital, que puede ser equipado con un escáner CT móvil.
50 camas medicalizadas se mantienen en reserva y pueden ser instaladas en el hangar de helicópteros para ampliar la capacidad del hospital en caso de emergencia.

### Propulsión

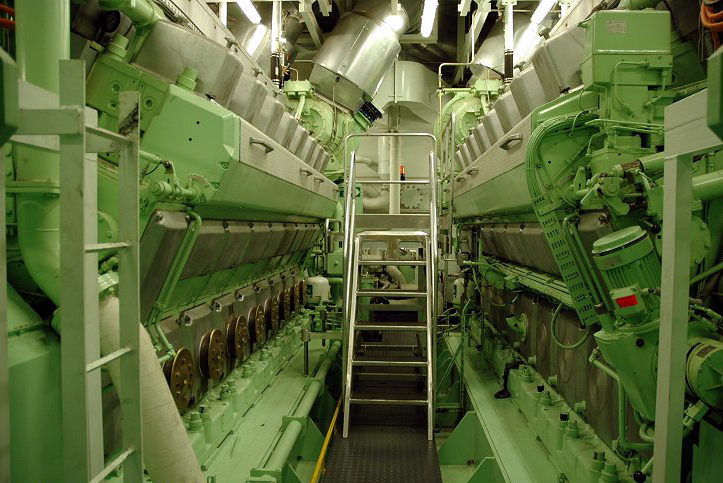
Dos de los generadores diésel Wärtsilä 16 V32

El Mistral y el Tonnerre son los primeros barcos de la Marina francesa en utilizar propulsores acimutales. Estos son alimentados por electricidad a partir de cinco alternadores diésel V32 y pueden orientarse en cualquier ángulo. Esta tecnología de propulsión da una capacidad de maniobra importante a los buques, así como libera el espacio normalmente reservado para la maquinaria y los ejes de las hélices.
La fiabilidad a largo plazo de los propulsores acimutales para uso militar todavía está por probarse, pero anteriormente se ha utilizado esta tecnología a bordo de otros barcos de transporte anfibio.

### Alojamiento
El espacio ganado por el uso de los propulsores acimut permite la construcción de zonas de alojamiento donde no sean visibles las tuberías ni maquinaria. Situado en la sección delantera de la nave, las cabinas de la tripulación a bordo de los buques de la clase Mistral son comparables a los niveles de confort de las cabinas de pasajeros a bordo de los buques de crucero construidos por Chantiers de l'Atlantique.
Los quince oficiales tienen una cabina individual. Los altos suboficiales comparten cabinas para dos personas, mientras la tripulación júnior y las fuerzas embarcadas comparten cabinas de cuatro o seis personas. Las condiciones de estas zonas de alojamiento se dice que es mejor que en la mayoría de los cuarteles de la Legión extranjera francesa, y cuando el vicealmirante de la Marina de los Estados Unidos Mark Fitzgerald inspeccionó uno de los barcos de la clase Mistral en mayo de 2007, alegó que él habría utilizado la misma área de alojamiento para albergar una tripulación tres veces mayor que la tripulación del Mistral.

## Historia operacional
Los BPC están certificados como miembros del componente naval de la Fuerza de Respuesta de la OTAN, que les permite tomar parte en una Combined Joint Task Force (fuerza conjunta combinada). Francia proporcionó fuerzas a la NRF-8 en enero de 2007, entre ellos un comandante de destacamento especial anfibio y 8 buques. La siguiente contribución tuvo lugar en enero de 2008 a la NRF-10, después en los ejercicios Noble Midas en el que se probó el enlace 16 y el sistema SECSAT que controla operacionalmente los submarinos. Las fuerzas se pueden configurar con 5 a 30 días de antelación desde la recepción del aviso.
El Mistral hizo su viaje inaugural del 21 de marzo al 31 de mayo de 2006, navegando el Mediterráneo y el Océano Índico.
Tras el inicio de la guerra del Líbano en 2006, el Mistral fue uno de los cuatro buques franceses desplegados en las aguas del Líbano como parte de la Opération Baliste. Estas naves fueron a proteger y si hubiese sido necesario evacuar, a los ciudadanos franceses en Líbano e Israel. El Mistral embarcó 650 soldados y 85 vehículos, incluyendo 5 AMX10RC y unos 20 VABs y VBLs. Fueron embarcados cuatro helicópteros, con otros dos uniéndose a la nave cerca de Creta. Durante su despliegue, el Mistral evacuó a 1375 refugiados.
El viaje inaugural del Tonnerre se produjo entre el 10 de abril y el 24 de julio de 2007. Durante ese viaje, el Tonnerre estuvo involucrado en la Operación Licorne, un codespliegue complementario a la operación de las Naciones Unidas en Côte d ' Ivoire, tras la Guerra Civil Marfileña. Los helicópteros Gazelle y Cougar de la fuerza aérea francesa operaron desde el barco durante el 9 de julio.
A principios de 2008, el Tonnerre estuvo involucrado en la misión Corymbe 92, misión humanitaria en el Golfo de Guinea. Durante este despliegue, el Tonnerre actuó como punta de lanza del Centro de Operaciones y Análisis Marítimo Europeo – Fiscalización de Estupefacientes, habiendo interceptado 5,7 toneladas de cocaína de contrabando: 2,5 toneladas de un buque pesquero a 520 kilómetros (280 mn) de Monrovia el 29 de enero y 3,2 toneladas de un buque de carga a 300 kilómetros (160 mn) de Conakry.
En mayo de 2008, el ciclón Nargis azotó Birmania; el peor desastre natural que golpeó la región. El Mistral, que operaba en la zona de Asia oriental en ese momento, e iba cargado de suministros de ayuda humanitaria, navegó a Birmania. Se le denegó la entrada a los puertos de la nación; las 1000 toneladas de suministros humanitarios tuvieron que ser descargados en Tailandia y entregado al Programa Mundial de Alimentos.
El Ministro de Relaciones Exteriores francés Alain Juppé anunció el 23 de mayo de 2011 que el portahelicópteros de asalto anfibio francés Tonnerre con helicópteros de ataque a bordo se desplegaría en la costa Libia para hacer cumplir la resolución 1973 de la ONU.

## Desarrollos futuros

### BPC franceses adicionales
El "Libro Blanco sobre Defensa y Seguridad Nacional" francés (en francés: Livre Blanc sur la Défense et la Sécurité nationale 2008), es un documento que define la política para asuntos de defensa, predice que serán dos más los BPC en servicio con la Marina francesa en el año 2020. Se ordenó un tercer buque en 2009, con esta orden se adelanta antes de lo previsto como respuesta del Gobierno francés a la recesión que comenzó en 2008. Su construcción comenzó el 18 de abril de 2009 en Saint-Nazaire; debido a limitaciones económicas, el buque entero será construido allí.
El crucero portahelicópteros francés Jeanne d ' Arc ha sido dado de baja en 2010, dejando ambos papeles, el nombre tradicional y buque escuela, para una nueva unidad; sin embargo, la Marina no desea reemplazar al Jeanne d’ Arc, enviando a los aprendices de oficiales de la École navale entre los BPC y, sobre todo al Tonnerre que ha realizado una campaña de 6 meses como buque de entrenamiento que se inició el 4 de marzo de 2010. Por esta razón, ha recibido cierta oposición dentro de los círculos navales franceses nombrar el tercer BPC Jeanne d ' Arc.
El 17 de diciembre de 2009, se anunció que el tercer buque de esta clase se llamaría Dixmude.

### Exportación
Desde 1997 y particularmente desde Euronaval 2007, la clase Mistral ha sido promocionada para la exportación. La "familia BPC" comprende el BPC 140 (13.500 toneladas), el 160 (16.700 toneladas) y el BPC 250 (24.542 toneladas, 214.5 metros (704 pies) de largo). El BPC 250 fue el diseño del que se deriva el diseño final de la clase Mistral: la reducción en longitud y otras modificaciones fueron un ejercicio de ahorro de costes. El concepto BPC 250 fue uno de los dos diseños seleccionados para los buques de guerra anfibia clase Canberra, construidos para la Marina Real Australiana. El diseño elegido finalmente fue el buque anfibio de clase española Buque de Proyección Estratégica.
Según el diario francés La Tribune, la Marina Real canadiense muestra "gran interés" en la compra de dos buques clase Mistral. La armada malaya, Marina Marroquí, Marina sueca y la Marina Sudafricana interés en los barcos. La Marina de la India también ha expresado su interés en el diseño del tipo Mistral. Brasil y Turquía con el tiempo podrían comprar BPC. Grecia también está considerando la compra de dos BPC.

#### Compra rusa
El 24 de diciembre de 2010, después de ocho meses de conversaciones, el presidente ruso Dmitri Medvédev aprobó la compra de dos buques de la clase Mistral (con opción para dos más) desde Francia por 1370 millones de euros (720 millones de euros para el primer barco; 650 millones de euros para el segundo). Se espera que el primer barco de la clase Mistral se construya dentro de los 36 meses posteriores a que Rusia haga el anticipo previsto para enero de 2011. El acuerdo final entre Rusia y Francia se firmó el 25 de enero de 2011.
En agosto de 2009 el General Nikolai Makarov, jefe del Estado Mayor ruso, había sugerido que Rusia planeaba comprar un barco con la intención de construir posteriormente tres barcos más en Rusia. En febrero de 2010 dijo que la construcción de los buques empezaría en algún momento posterior a 2015 y sería un esfuerzo conjunto con los franceses. El Presidente francés Nicolas Sarkozy favoreció la construcción de los dos primeros buques en Francia y sólo los dos últimos en Rusia. Según el Centro ubicado en Moscú para el Análisis de Estrategias y Tecnologías, el primer barco será totalmente construido y ensamblado en Francia a partir de 2013, el segundo construido en Francia, montado usando la técnica de jumboisation en Rusia y entregado en 2015. Dos más se construirán en Rusia por una empresa conjunta DCNS/Russian United Shipbuilding Corporation.
El 1 de noviembre de 2010 United Shipbuilding Corporation (USC) y los constructores navales franceses DCNS y STX Francia firmaron un acuerdo para formar un consorcio. El acuerdo incluye transferencia de tecnología y es un movimiento que puede traer un portahelicópteros pendiente de un acuerdo cercano a su finalización, dijo el presidente de la USC. El 15 de noviembre el Ministerio de Defensa de Rusia anunció que la licitación se había concluido y que el ganador se anunciaría a finales de mes. Este anuncio no se hizo antes del 24 de diciembre pero Kommersant and Defense Industry Daily sugirieron que Daewoo Marine Shipbuilding & Engineering, Navantia, Damen Schelde o ThyssenKrupp Marine Systems podrían estar entre los ofertantes.
En los Estados Unidos, seis senadores republicanos, incluyendo a John McCain, se quejaron en una carta al embajador francés en Washington sobre la venta propuesta mientras que la congresista Ileana Ros-Lehtinen, el representante republicano de mayor rango en el Comité de Estados Unidos sobre Asuntos Exteriores (United States House Committee on Foreign Affairs), presentó una resolución que expresa el sentido del Congreso en el que "Francia y otros Estados miembros de la Organización del Tratado del Atlántico Norte y la Unión Europea deberían abstenerse de vender sistemas de armas o equipo militar ofensivo a la federación rusa." Aunque el secretario de Defensa Robert Gates dijo a los oficiales franceses durante su visita a París el 8 de febrero de 2010, que EE. UU. estaba "preocupado" por la venta, los funcionarios de EE. UU. que lo acompañaban dijeron que hay poco o nada que los Estados Unidos pudieran hacer para bloquear el acuerdo, añadiendo que "la venta del Mistral a la marina rusa no plantea un problema importante." El mismo día, el acuerdo fue otorgado por la DGA de Francia. Se trata del primer acuerdo de armas más importantes entre Rusia y el mundo occidental desde la Segunda Guerra Mundial.
Se implementarían algunos cambios en el diseño para hacer la versión rusa del Mistral compatible con helicópteros rusos Ka-52 y Ka-27. Nikolai Makarov anunció que enviará el primer barco de la oferta a la flota rusa del Pacífico, y que pudiese ser utilizado "en caso de necesidad" para transportar tropas a las Islas Kuriles. Los miembros de la OTAN, Lituania y Letonia de la región del Báltico han protestado por la compra. El Ministro de Defensa de Lituania Rasa Jukneviciene dijo a los periodistas que "es un error. Se trata de un precedente, cuando un miembro de la OTAN y de la UE vende armamento ofensivo a un país cuya democracia no está al nivel que nos haga sentir tranquilos".
La razón para la compra de este tipo de barcos a Francia y no de una producción nacional es, según el general jefe de Estado Mayor Nikolai Makarov, el tiempo. Según el general, Rusia necesita otros 10 años para desarrollar este tipo de buques por su cuenta y no es aceptable. En marzo de 2011 el acuerdo se estancó por las demandas rusas sobre tecnología sensible de la OTAN que se incluiría en los buques. Más tarde, el presidente ruso, Dmitri Medvédev despidió al alto oficial de la Marina que estaba a cargo de las negociaciones con Francia. El 26 de mayo de 2011, se informó que las dos naciones habían alcanzado un acuerdo definitivo y que debería ser firmado a mediados de junio.
El 17 de junio de 2011, las dos naciones firmaron un acuerdo para dos buques por 1700 millones de dólares. Más recientemente, como parte de los embargos a Rusia por su supuesto apoyo a las guerrillas pro-ruosas en ,a guerra en el este ucraniano, la venta se rescindió, siendo retornados todos los importes pagados por Rusia por dichos buques, y pudiendo ahora ser objeto de interés por parte de la armada de Malasia, quien las adquiriría al habérsele retirado ya todos los equipos de procedencia rusa, quedando para ser reequipadas con material electrónico similar a los buques en servicio francés.

#### Producción para Rusia
El primer barco de la clase Mistral será construido dentro de los 36 meses posteriores al primer pago anticipado. El segundo barco será construido dentro de los 48 meses. En la etapa inicial, el consorcio prevé la construcción conjunta de dos buques de este tipo con la posterior producción de dos más. Rusia cumplirá con el 20% de los gastos y trabajos requeridos durante la construcción del primer y segundo buque de la clase Mistral en los astilleros STX en Saint-Nazaire, Francia. Las naves tercera y cuarta se construirán en San Petersburgo. Rusia planea construir nuevos astilleros navales en la isla de Kotlin cerca de San Petersburgo. Se utilizará para construir buques de clase Mistral y otros grandes buques civiles y militares en el futuro.

##### Problemas y cancelaciones
El vice primer ministro ruso, Dimitri Rogozin, advirtió que Rusia no produce ni los combustibles, ni los lubricantes necesarios para operar las naves en condiciones de frío habituales en el país.
Para operar los Mistral, se requieren casi cincuenta tipos de combustible y lubricantes que Rusia no dispone y el uso de sustitutos locales pondría en riesgo los propulsores y otros sistemas a bordo, además de anular el servicio de garantía. 
El reavituallamiento de los Mistral, además, habría de acometerse desde buques cisterna certificados según las normativas de la OTAN que la Armada rusa tampoco tiene y que difícilmente podrá alquilar.
A principios de enero de 2013 trascendió que las autoridades rusas estaban planeando no construir el tercer y cuarto buque de esta clase, cuya fabricación estaba prevista acometer en suelo ruso, hecho que finalmente confirmó el Ministerio de Defensa ruso.
Posteriormente, como parte de los embargos a Rusia por su supuesto apoyo a las guerrillas prorrusas en la guerra en el este ucraniano, la venta se rescindió, siendo retornados todos los importes pagados por Rusia por dichos buques, siendo ahora objeto de interés por parte de la armada de Malasia, quien las adquiriría al habérsele retirado ya todos los equipos de procedencia rusa, quedando para ser reequipadas con material electrónico similar a los buques en servicio francés.
En agosto de 2015 se anunció la ruptura definitiva del contrato de venta entre Francia y Rusia, y en septiembre se anunció la venta de los dos buques a Egipto. Rusia planea construir dos buques según el Proyecto 23900.

## Lista de buques
| Unidad                     | Numeral | Iniciado             | Botado                  | Entregado                | Destino    | Notas          |
| -------------------------- | ------- | -------------------- | ----------------------- | ------------------------ | ---------- | -------------- |
| Marine Nationale           |         |                      |                         |                          |            |                |
| Mistral                    | L9013   | 10 de julio de 2003  | 6 de octubre de 2004    | Febrero de 2006          | Toulon     |                |
| Tonnerre                   | L9014   | 26 de agosto de 2003 | 26 de julio de 2005     | Diciembre de 2006        | Toulon     |                |
| Dixmude                    | L9015   | 18 de abril de 2009  | 18 de diciembre de 2010 | 27 de diciembre de 2012  | Toulon     |                |
| Marina de guerra de Egipto |         |                      |                         |                          |            |                |
| Gamal Abdel Nasser         | L1010   | -                    | Diciembre 2011          | 2 de junio de 2016       | Alejandría | Ex-Vladivostok |
| Anwar el Sadat             | L1020   | 2012                 | -                       | 16 de septiembre de 2016 | Alejandría | Ex-Sevastopol  |